# Hrnjevac
Hrnjevac is een plaats in de gemeente Kutjevo in de Kroatische provincie Požega-Slavonië. De plaats telt 188 inwoners (2001).